# СТД Мерак
СТД Мерак у Корбевцу код Врања је етно сеоско туристичко домаћинство, које је почело са радом 2022. године. Од центра Врања удаљено је 11km и од Врањске Бање 5km.